# دونگا کامنیتسا
دونگا کامنیتسا (به صربی: Donja Kamenica) یک منطقهٔ مسکونی در صربستان است که در Knjaževac واقع شده‌است. دونگا کامنیتسا ۳۶۰ نفر جمعیت دارد.